# Košarkaški klub Mladost Zemun
Il Košarkaški klub Mladost Zemun è una società cestistica avente sede nella città di Zemun, in Serbia. Fondata nel 1954, disputa il campionato serbo.
Gioca le partite interne nella Pinki Hall, che ha una capacità di 2.300 spettatori.